# Habsburg–Tiroli Anna magyar királyné
Ausztriai Anna (németül: Anna von Österreich; Innsbruck, Tiroli grófság, 1585. október 4. – Bécs, Osztrák Főhercegség, 1618. december 14.), a Habsburg-ház tiroli ágából való osztrák főhercegnő, unokatestvérével, Mátyás császár és királlyal kötött házassága révén német-római császárné, német, magyar és cseh királyné 1612-től 1618-ban bekövetkezett haláláig. Nem születtek gyermekei.
Anna volt II. Ferdinánd osztrák főherceg és Gonzaga Anna Katalin legfiatalabb életben maradt leánya, egyetlen felnőttkort megért testvére az apáca, Mária főhercegnő volt. 1611-ben ment férjhez első-unokatestvéréhez, II. Mátyás magyar királyhoz, a későbbi német-római császárhoz. Az ellenreformáció híveként nagy befolyást gyakorolt hitvesére, akivel megalapították a császári kriptát, amely a Habsburg-család temetkezési helyévé vált.

## Élete

### Származása
Apja II. Ferdinánd tiroli gróf (1529–1595), anyja Anna Katalin Gonzaga (1566–1621), mantovai hercegnő. Apai nagyszülei, I. Ferdinánd (1503–1564), német-római császár és magyar király, és Jagelló Anna magyar királyné voltak. Anyai nagyszülei Guglielmo Gonzaga, mantovai herceg, és Habsburg Eleonóra voltak.

### Házassága
1611. december 4-én Bécsben férjhez ment unokatestvéréhez, Mátyás német-római császárhoz és (II. Mátyás néven) magyar királyhoz. 1612. december 4-én német-római császárnévá, 1613. március 25-én a pozsonyi Szent Márton-templomban magyar királynévá, majd halála előtt néhány nappal, 1618. decemberben cseh királynévá koronázták.
Házasságuk gyermektelen maradt, és II. Mátyás, mivel nem volt törvényes örököse, unokatestvérét, Belső-Ausztria hercegét, Ferdinándot tette meg örökösének, aki Mátyás halála után, 1619. március 20-án II. Ferdinánd néven foglalta el a trónt.
Anna három hónappal férje halála előtt, 1618. december 14-én halt meg Bécsben. Ő alapította a Habsburgok családi temetkezőhelyét, a bécsi kapucinus kolostort, ott temették el.